# Odila de Hohenbourg
Odila de Hohenbourg (Obernai, Baix Rin, 662-Hohenbourg, 720) va ser una dona de l'època merovíngia, filla del duc Eticó I, fundadora i abadessa del monestir d'Hohenbourg, sobre l'actual de Santa Odila. Beatificada al segle xi, és patrona d'Alsàcia i dels cecs, motiu pel qual es representa amb un llibre amb dos ulls.

## Biografia
La vida de santa Odila, o almenys la seva llegenda, és coneguda gràcies a un text anònim hagiogràfic escrit una mica abans de 950. El seu pare, el duc d'Alsàcia, preferia tenir un noi, i més encara en veure que Odila havia nascut cega. La decepció va ser tant gran per al duc que va decidir matar la seva filla, que deshonrava la seva família. Però la mare va confiar la filla a una mainadera que la va cuidar 12 anys abans d'enviar-la al monestir de Baume-les-Dames, situat entre Besançon i Montbéliard.
La nena no havia estat batejada encara. Sant Erard, un monjo irlandès o escocès, bisbe d'Ardagh i comte de Longford, va tenir una visió en la qual Déu li ordenava anar a Balme per tal de batejar Odila, cosa que va fer alguns dies després. Al moment en què l'oli sagrat li va tocar els ulls, Odila va recuperar la vista.
El miracle va tenir gran ressò, però no va modificar el pensament del pare. Lluny d'alegrar-se'n, ja que Odila va tornar acompanyada del seu germà Hug, s'omplí de tanta fúria que va matar-lo. Més tard, se'n va penedir i va donar a Odila el seu castell d'Hohenbourg, que va transformar en un monestir cap al 680. El castell estava construït sobre una muntanya, de manera que alguns fidels, sobretot els malalts, no podien arribar o ho feien difícilment. Odila fer construir per a ells un segon edifici anomenat Niedermünster, és a dir, 'monestir a la part baixa'.